# ویشی اینترتکنولوژی
شرکت ویشی اینترتکنولوژی (به انگلیسی: Vishay Intertechnology) یا شرکت میان‌فناوری ویشی، تولیدکننده آمریکایی نیم‌رساناها و قطعات الکترونیکی غیرفعال گسسته است که توسط تاجر متولد لهستانی، فلیکس زاندمن تأسیس شده است. ویشی دارای کارخانه‌های تولیدی در اسرائیل، آسیا، اروپا و قاره آمریکا است که در آن یکسوسازها، دیودها، ماسفت‌ها، الکترونیک نوری، مدارهای مجتمع برگزیده، مقاومت‌ها، خازن‌ها و سلف‌ها تولید می‌شود. درآمد میان‌فناوری ویشی برای سال ۲۰۱۸ برابر ۳٫۰۳۵ میلیارد دلار بود. تا تاریخ ۳۱ دسامبر ۲۰۱۸، میان‌فناوری ویشی تقریباً ۲۴۱۰۰ کارمند تمام وقت داشت.
ویشی یکی از برجسته‌ترین تولیدکنندگان ماسفت‌های قدرت در جهان است. آنها طیف گسترده‌ای از کاربردهای الکترونیکی قدرت، از جمله دستگاه‌های اطلاعاتی قابل حمل، زیرساخت مخابراتی اینترنتی، مدارهای مجتمع قدرت، تلفن‌های همراه و رایانه‌های نوت‌بوک را دارد.

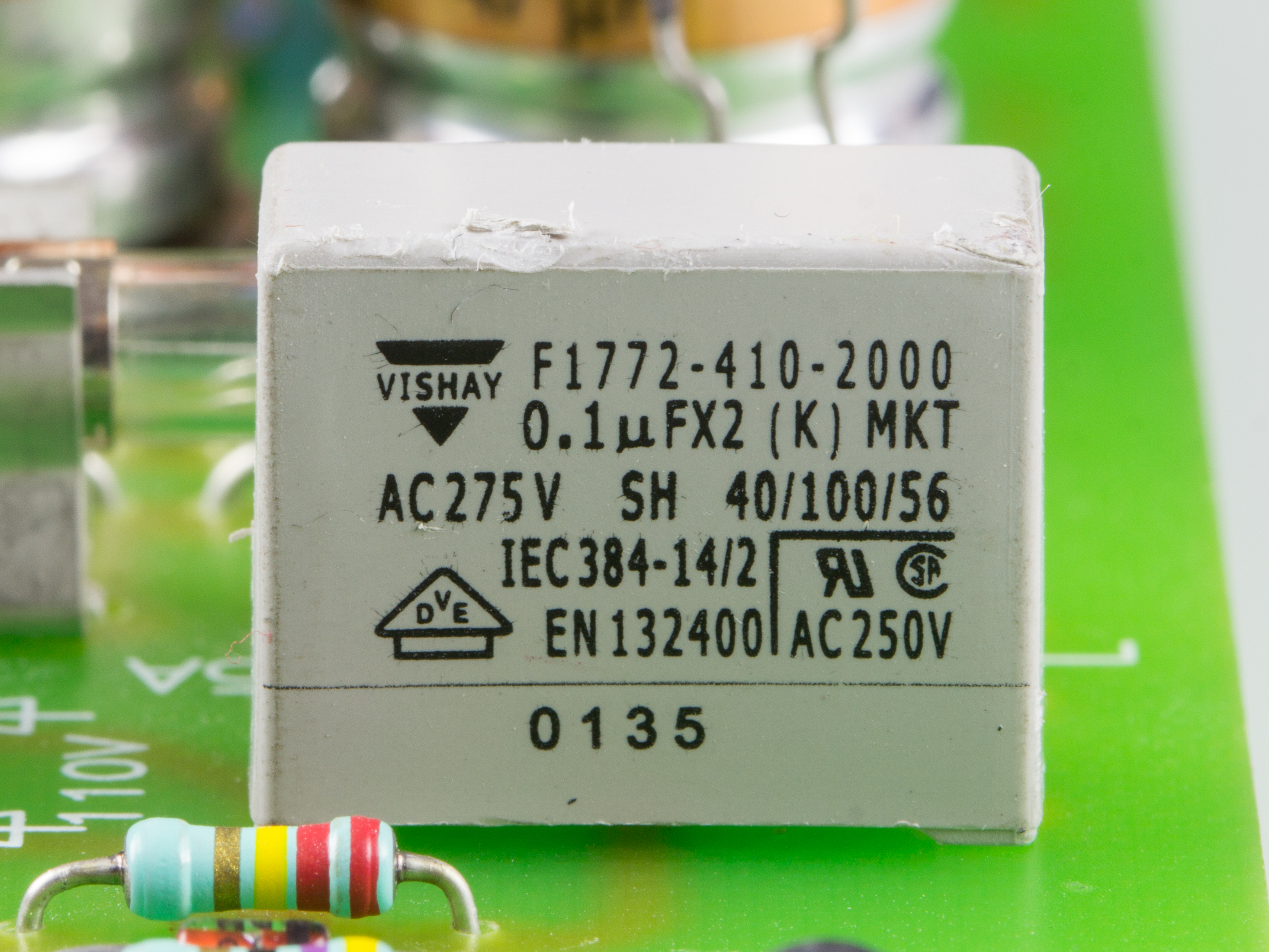
خازن فیلمی توسط ویشی